# تشيستر (كونيتيكت)
تشيستر (بالإنجليزية: Chester, Connecticut)‏ هي بلدة أمريكية تقع في الولايات المتحدة في كونيتيكت. يقدر عدد سكانها بـ 3,832 نسمة ومساحتها 43.5 كم2 وترتفع عن سطح البحر 110 متر.

## معرض صور

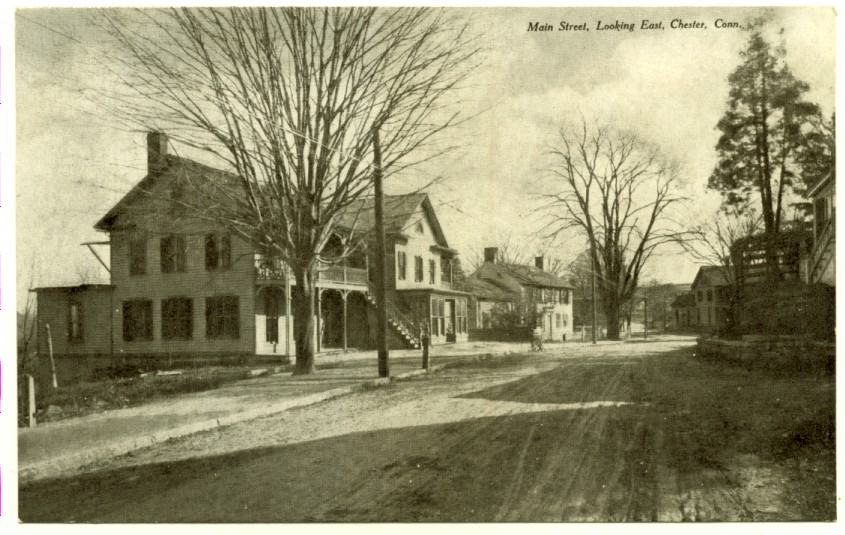
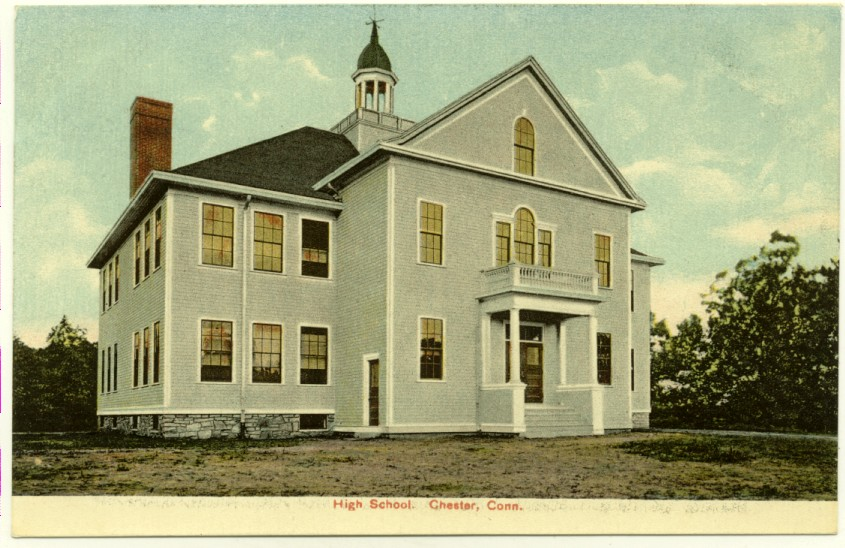
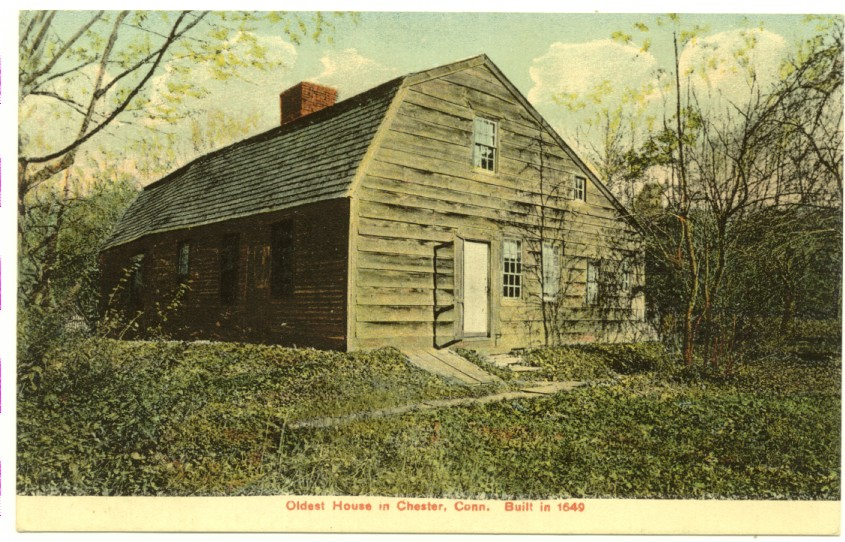
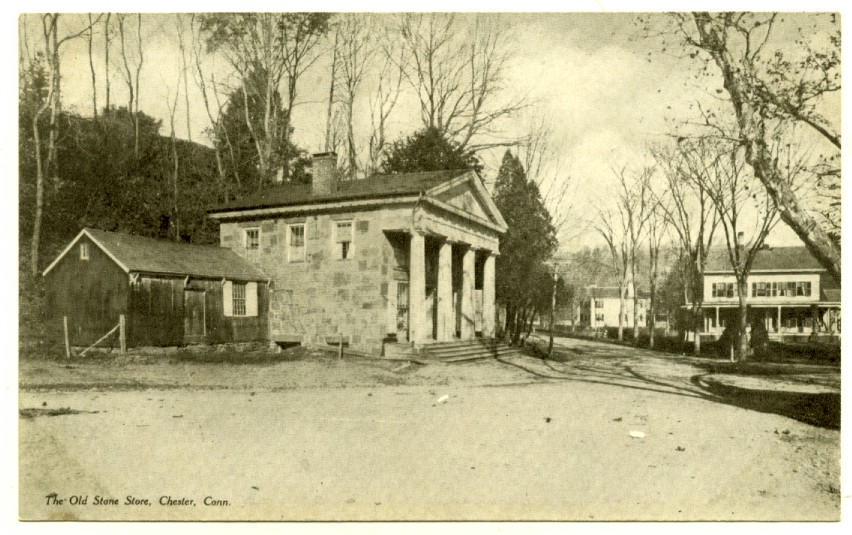